# Inas Darülfünunu
İnâs Darülfünunu var ett universitet i Istanbul i Turkiet, grundat 1914. 
År 1900 grundades Darülfünun, det första västerländska universitetet i Osmanska riket. Det var dock enbart öppet för män. Sedan tanzimatepoken och grundandet av bland andra İstanbul Kız Lisesi hade många flickskolor öppnats i Osmanska riket, men det fanns inget universitet som accepterade kvinnor, trots att kraven för utbildningen av flickor och behovet av (kvinnliga) lärare till flickskolorna ökade. Det ansågs inte acceptabelt för könen att studera ihop. Efter opinionsbildning och en kampanj av Osmanlı Műdafaa-ı Hukûk-ı Nisvan Cemiyeti öppnades därför ett eget universitet för kvinnor, främst för att utbildade kvinnliga lärare, vilket gjorde att universitetsutbildning samtidigt öppnade för kvinnor i Turkiet. 
Efter första världskriget hade samhället förändrats och det ansågs inte längre otänkbart att låta könen studera tillsammans. År 1919 inlemmades därför Inas Darülfünunu med det tidigare universitetet för män, Darülfünun, och stängdes slutligen 1921. 